# Paddling

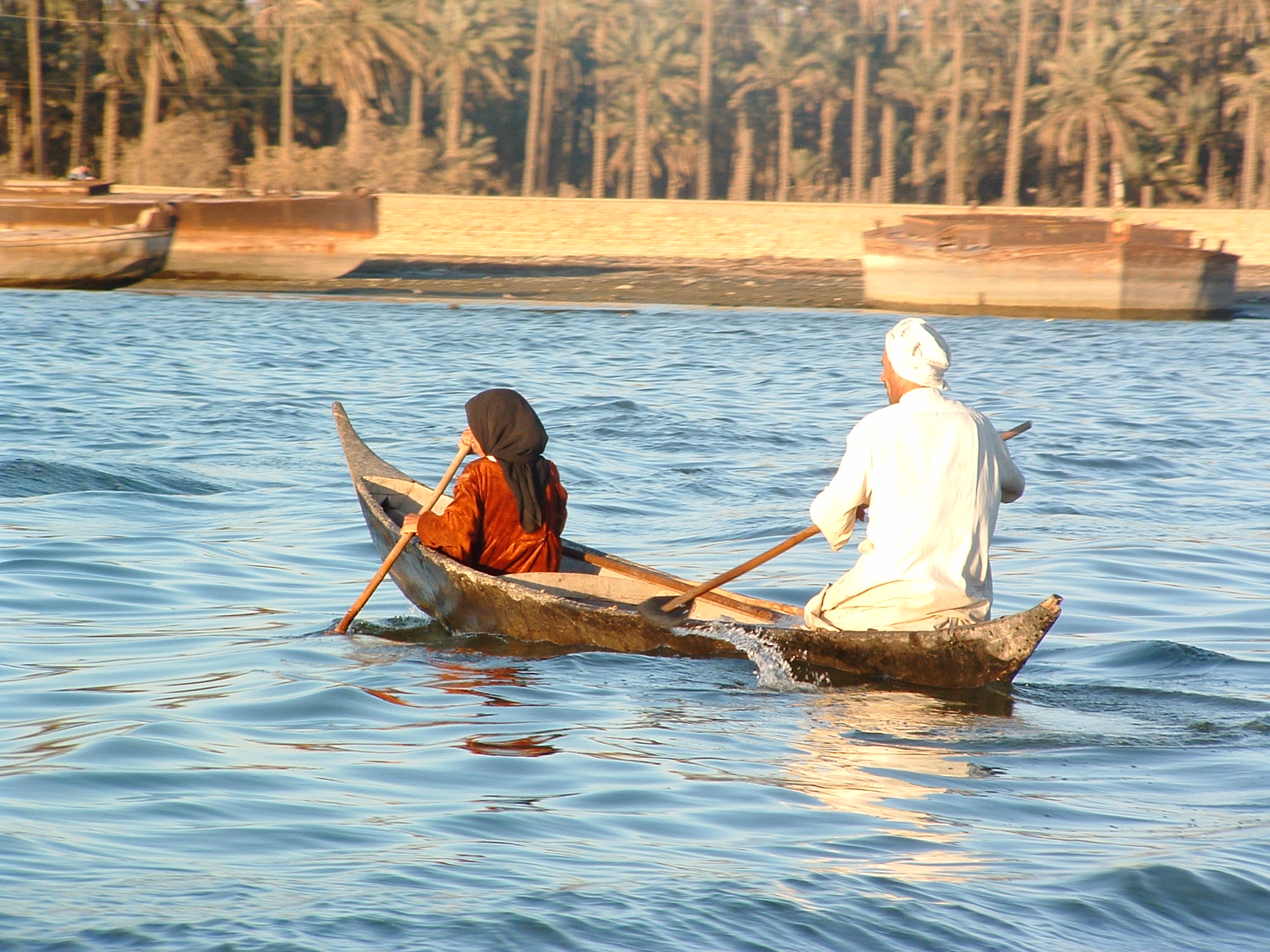
Två personer som tar sig upp för floden Eufrat i Shatt al-Arab, Basra, Irak

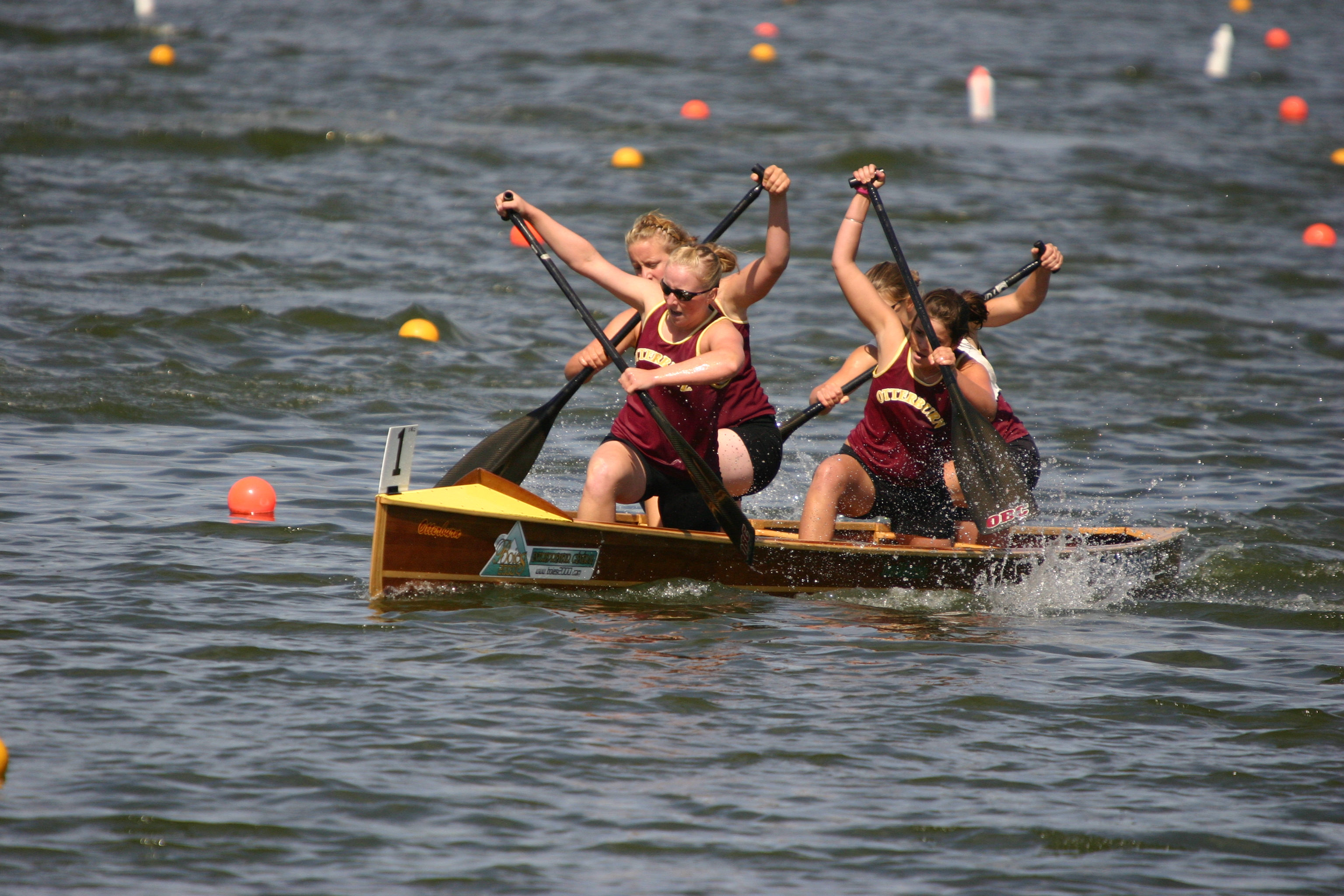
Tävling i paddling

Paddling är en form av friluftsliv som innebär att man med hjälp av paddel/paddlar tar sig fram i kanot.  Kanoter finns av två huvudtyper, kanadensare (oftast odäckade, paddlas med enkelpaddel) och kajak (oftast däckad, paddlas oftast med dubbelpaddel).
Paddling är mycket varierande beroende på vilken utrustning man väljer och i vilken typ av vattendrag man väljer att paddla. Den som vill ha en lugn paddling väljer ofta en sjö eller liknande. Om man i stället vill ha intensivare paddling kan man välja en å, älv, flod eller ute på havet.
En av de intensivaste formerna av paddling är forspaddling.
I Sverige är det vanligt att det finns möjlighet att hyra kanoter längs vattendrag som lämpar sig bra för paddling.
Paddling är också en tävlingsgren, som delas i banpaddling, forspaddling och maraton, delade i olika undergrupper beroende på bland annat antal paddlare per ekipage och typer av flytetyg.